# Vilhelm Gustaf Wrangel
Vilhelm Gustaf Wrangel, född 16 mars 1695 i Reval, död där 30 juni 1774, var en svensk militär och politiker. 

## Militär karriär
Under stora nordiska kriget deltog han i striderna i Finland 1713-14, blev 1717 kapten vid Södermanlands regemente, deltog i belägringen av Fredrikstens fästning 1718 och sårades i slaget vid Stäket 1719. År 1733 blev han kapten och 1741 major vid Dalregementet.  

## Upprorsmannen Wrangel
Wrangel, som 1734 blivit naturaliserad svensk adelsman, arbetade under 1741 års ryska krig för att Karl Peter Ulrik av Holstein-Gottorp skulle väljas till svensk tronföljare. Efter kapitulationen i Helsingfors återvände han hem och blev den egentlige ledaren för Dalupproret 1743, även om Gustaf Schedin utåt framstod som dess ledare. Wrangel var inte vuxen denna uppgift, vilket bland annat visade sig den 22 juni 1743, då han gjorde misstaget att uppvakta kungen. Under sken av en middagsbjudning blev Wrangel kvarhållen och kunde på så sätt inte leda upprorsmännen i striden på Norrmalmstorg. Från slottet sändes han i fängelse och straffades därefter med 20 dygns vatten och bröd samt livstids fängelse på Varbergs fästning. Wrangel benådades 1751, då Adolf Fredrik kröntes.